# قانون، قانون‌گذاری و آزادی
قانون، قانون‌گذاری، و آزادی : گزارش جدیدی از اصول آزادی‌خواهانهٔ عدالت و اقتصاد سیاسی (به آلمانی: Recht, Gesetz und Freiheit) کتابی سه جلدی از فریدریش آوگوست فون هایک - برندهٔ جایزهٔ نوبل - است که در سال ۱۹۷۹ منتشر شده است. جلد نخست این کتاب، یعنی قواعد و نظم در ایران در سال ۱۳۸۱ با ترجمهٔ موسیٰ غنی‌نژاد و مهشید معیری توسط نشر طرح نو منتشر شده است. این کتاب در مورد نظم سیاسی جامعه‌های آزاد است. جلد نخست، یعنی قواعد و نظم در مورد مفاهیمی بنیادینی که برای یک نظریهٔ انتقادی عدالت و شرایطی که یک قانون اساسی می‌تواند آزادی‌های شهروندانش را تأمین و تضمین کند بحث می‌کند.